# Giacomo Mattè-Trucco
Giacomo Mattè-Trucco, né le 30 janvier 1869 à Trivy (Saone-et-Loire), et mort le 15 mai 1934 à Turin, est un ingénieur italien à qui l'on doit notamment l'usine Fiat du Lingotto de Turin.

## Biographie
Giacomo Mattè-Trucco est né en France à Trivy en Saone-et-Loire le 30 janvier 1869. Fils de Giacomo et de Carolina Tocco. Son père était un entrepreneur dont les activités couvraient plusieurs pays et notamment la France, l'Espagne et naturellement l'Italie. Le 18 juillet 1890, il obtient une licence en sciences physiques et mathématiques de l'Université de Turin, et accède ensuite à la Royal School of Engineering où il est diplômé en génie industriel en 1893.

### Début de carrière et premiers projets
En 1897, il crée son propre cabinet professionnel à Turin, Piazza Venezia mais est très vite recruté par la société des Ateliers mécaniques Michele Ansaldi.
En 1905, Ansaldi s'allia avec Fiat pour créer une entreprise destinée à la production de véhicules automobiles. L'année suivante, à la suite de divergences, Ansaldi rompt son association et Fiat poursuivra l'entreprise avec la société Ansaldo de Gènes qui sera rachetée. Giacomo Mattè-Trucco sera recruté par la nouvelle société, Fiat Ansaldo, gérant la production et en même temps commence l'étude de la construction de nouveaux bâtiments à caractère industriel. Malheureusement, la dispersion de ses archives ne permettent qu'un inventaire partiel de ses activités.
Il a conçu le bâtiment le long de la Via Damiano en 1905, à Turin, fortement transformé plus tard. En 1911, il a conçu ce qu'on appellera la Basilique, Via Pinerolo, dont le plan est divisé en mailles modulaires dotées de grandes fenêtres. Sa troisième intervention, de grande importance, est ce qu'on a appelé «le Lingottino » pour sa ressemblance avec le « Lingotto », construction qui a débuté en 1922 et modifiée par une surélévation en 1955.
La société Fiat, en plus d'Ansaldo, a également racheté la même année le chantier naval de San Giorgio de Muggiano dans le golfe de La Spezia, chargé de la construction des nouveaux sous-marins et de leur armement. Giacomo Mattè-Trucco conçut les ateliers qui abriteront la production des sous-marins. Entre 1905 et 1906, en collaboration avec l'ingénieur E. Bonicelli, il conçoit les ateliers de carrosserie industrielle qui couvrent la zone Via Madama Cristina, Cellini, Giotto et Canova, avec une structure modulaire qui abrite aujourd'hui une société de microtechnique. Une de ses plus grandes interventions sera celle relative aux extensions réalisées sur la zone de Corso Dante et Via Marochetti,  siège de la première usine Fiat, même si le travail de Giacomo Mattè-Trucco n'est pas facilement identifiable en raison des nombreuses modifications apportées plus tard par les architectes A. Premoli et G. Velati Bellini.
Il a toujours gardé une double activité : concepteur de bâtiments et directeur industriel, ce qui l'a conduit, entre 1907 et 1913, à exercer les fonctions de Directeur de la fonderie du Département Fiat Grandi Motori de via Cuneo. En 1914 il quitte la société Fiat pour ouvrir un cabinet d'ingénierie indépendant et obtient le «certificat de compétence dans les applications industrielles de l'électricité ».  Il maintiendra cette activité jusqu'à la fin des années 1920.

### Le Lingotto

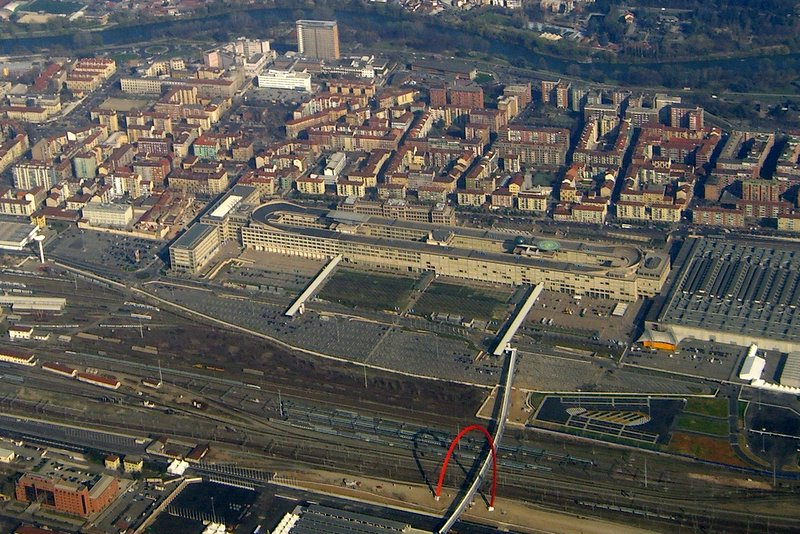
Le Lingotto - vue aérienne

Le projet le plus important, celui qui lui a donné la gloire, est l'usine Fiat du Lingotto, qu'il a réalisée entre 1915 et 1922.
Ce complexe industriel a été construit à Turin sur une vaste zone située au sud de la ville, parallèlement à la gare de triage. Ce sera l'un des plus grands établissements industriels au monde. D'une longueur de 507 m, il se compose de quatre blocs modulaires de plusieurs étages, dans lesquels se trouvent les ateliers de production dans les quatre étages au-dessus du niveau du sol. Le bâtiment des presses, achevé en 1917, est à un seul niveau ; il sera agrandi en 1920. L'immeuble de bureaux, terminé en 1922, comprend cinq étages au-dessus du sol et les deux rampes hélicoïdales, situées aux extrémités nord et sud du complexe, dont la fonction était de faciliter le transport des éléments d'un niveau à un autre, seront achevées en 1926.

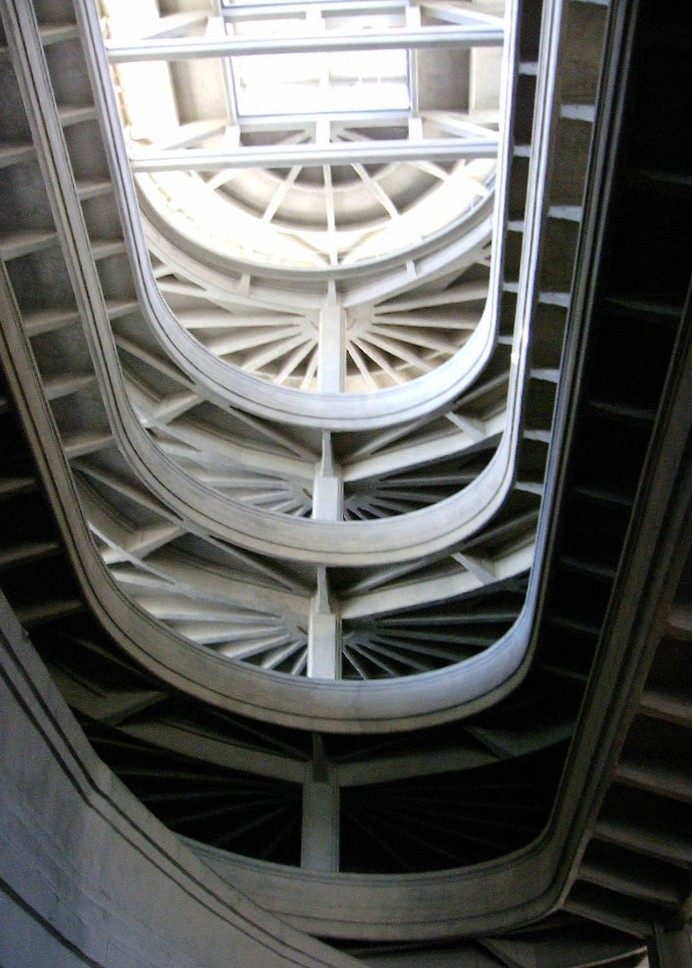
La rampe hélicoïdale intérieure de l'ancienne usine Fiat

Ce projet de construction gigantesque est développé en hauteur en raison des contraintes imposées par les lignes de chemin de fer à proximité et la forme du terrain. La conception architecturale de l'ensemble laisse apparaître un seul grand bâtiment qui se compose de deux blocs reliés transversalement par des passerelles où sont implantées les unités de service : cantines, vestiaires, ascenseurs, escaliers mécaniques et les services. Le module de base du bâtiment est bâti sur une trame de (sd). La production des voitures commence au rez-de-chaussée et continue à ses différents stades dans les étages supérieurs. Les composants sont, à l'origine, transportés par camion et, à partir de 1926, par les rampes hélicoïdales. L'assemblage final était assuré au dernier étage qui sera mécanisé dès 1925. Chaque voiture est essayée et testée sur la piste futuriste située sur le toit. L'usine du Lingotto a été officiellement inaugurée par le roi Victor-Emmanuel III le 15 mai 1923.
Cette réalisation sans précédent eut un très fort impact sur le monde des architectes, les peintres, les critiques et les futuristes.

## Autres projets
Il assura également d'autres projets pour Fiat à Turin, les aciéries de Via Belmonte, récemment démolies ainsi qu'à Rome avec le garage entre les rues de Calabre et de Belisario.
Un autre projet important à porter à l'actif de Giacomo Mattè-Trucco, est la conception des bâtiments industriels et de la centrale électrique de la société Ricardo Incerti Villar (RIV), filiale spécialisée dans les roulements à billes Fiat, réalisée entre 1906 et 1908 à Villar Perosa, ville où réside la famille Agnelli. Il sera ensuite chargé de la conception de l'usine RIV de Turin, sur le site de l'ancienne usine Rapid, entre les rues Nizza, Alassio et Chisola. Le bâtiment sera transformé pour accueillir une banque dans les années 1970,.
Son travail en tant que concepteur de bâtiments se développe également grâce à de nombreuses commandes privées extérieures que l'on peut consulter dans les archives de la Ville de Turin.
Il a également été chargé des projets de garage à Florence, Pavie et Sestri Levante, la villa du sénateur Giovanni Agnelli à Levanto, l'usine Nebiolo via Bologne à Turin, de l'usine Electrochimica de Pont-Saint-Martin dans la Vallée d'Aoste, le barrage sur la rivière Strona pour l'usine hydroélectrique Billia de Pettinengo, et dôme en béton armé du Teatro Regio de Turin.

### Fin de carrière
Tombé malade, il se retira de la profession, et après l'année 1932-1933 son nom ne figure plus sur la liste des cabinet d’ingénierie techniques et électrotechniques.
En 1932, il a été rappelé pour résoudre les problèmes posés par la fissuration de la piste d'essai du Lingotto en raison du passage de camions dépassant le poids pour laquelle elle avait été conçue.
Il a mené une expertise qui sera complétée par une contre-expertise de son successeur, l'ingénieur Vittorio Bonadè-Bottino, qui a mis en évidence l'excellente qualité de la conception de Giacomo Mattè-Trucco sur le Lingotto qui avait permis à l'édifice de résister à des charges nettement supérieures à celles définies au moment du projet.
Giacomo Mattè-Trucco est mort le 15 mai 1934 à Turin.